# Heinz-Dieter Herbig
Heinz-Dieter Herbig (* 29. März 1951 in Fleckeby, Schleswig-Holstein) ist ein deutscher Schriftsteller, der in Köln lebt.

## Leben
Herbig studierte Philosophie und Germanistik und arbeitete bei der Zivildienstseelsorge und dem Freiwilligen Friedensdienst der Evangelischen Kirche im Rheinland (EKiR). Bis 1985 verfasste er Romane, Erzählungen und Essays, beispielsweise für die Zeitschriften Merkur und die horen. Ab 1986 begann er Hörspiele für die Sender der ARD zu verfassen, 1989 folgten Drehbücher für das ZDF, den WDR und für SAT 1.

## Auszeichnungen
- 1992: Auszeichnung mit dem Hörspielpreis des SWF.[1]

## Publikationen (Auswahl)
- Der Prozess um Knut Hamsun. Essay. Damals, Magazin für Geschichte. Leinfelden-Echterdingen, 1980.
- Eine kleine Dosis Strindberg. Essay. Merkur. Deutsche Zeitschrift für europäisches Denken, Berlin 1982
- Robinson & Julia – oder die Kunst, sich vollständig unglücklich zu machen. Hörkomödie. NDR 1988
- Diebereien. Hörkomödie, RIAS Berlin 1990
- Poe oder die Faszination des Bösen. Essay. Die Horen. Stuttgart 1992
- Apfel im Moor. Verfilmung meines Romans Der kleine Hamlet. ZDF Mainz 1993
- Sarah Bernhardt. Hörhistorical. SWR 1994
- Christiane Vulpius, Goethes Geliebte und Gattin. Hörhistorical. SWR/WDR 1995
- Edgar Allen Poe. Hörhistorical. SWR/WDR 1996
- Aufstand der Kinder. Hörspiel. WDR 1997
- Heinz D Herbig: Die Exzessiven – Rausch, Sucht, Erkenntnis. Hrsg.: Philosophie Verlag Königshausen & Neumann Würzburg. 1997, ISBN 3-8260-1325-5 (koenigshausen-neumann.de).
- Heinz-Dieter Herbig: Mythos Tod eine Provokation. Hrsg.: Europäische Verlagsanstalt. Frankfurt am Main 1997 (zvab.com).
- Balzacs Kaffee. Hörhistorical. SWR 1998
- Leo – Szenen aus den Zwanzigern. Roman. Verlag Königshausen & Neumann Würzburg 1998
- Mit Lisa Fitz: Herzilein – kein Volksstück. Bleicher Verlag, 1998
- Hahnemann. Hörhistorical. SWR 1999
- Romy Schneider. Hörhistorical. SWR 2000
- Heinz D Herbig: Energien, die sinnliche Intelligenz. Königshausen & Neumann, Würzburg 2001, ISBN 3-8260-2125-8, S. 176 (koenigshausen-neumann.de).
- Smoke, mon amour. Roman. Königshausen & Neumann 2004
- Hitlers Nichte – Roman, Königshausen & Neumann 2005
- Zwei Millionen suchen einen Vater. Fernsehspiel ARD 2006 – (mit Claudia Matschulla) war in Frankreich unter dem Titel „Un père à tout prix“ besonders erfolgreich.
- Vom Träumen in der Traumindustrie Sartres Drehbuch über Sigmund Freud und warum es nie verfilmt wurde. Höressay. NDR 2008
- Ein klitzekleiner Tantenmord. Komödie. Ahn & Simrock, 2009.
- Romy-Revue. Ahn & Simrock, 2010.
- Il mio Heinrich Böll – Rede im Deutschen Institut in Florenz über meine Begegnung mit Böll. 2. Februar 2018.
- Hillary – Macht und Eitelkeit. Drama. Tredition, 2022.
- Fatan – eine große Liebe unter einem grausamen Regime. Roman. Tredition, 2023.
- Die Meerschaumgeborene. Roman. Tredition, 2024.